# ریو برانکو
ریو برانکو (به پرتغالی: Rio Branco) یک شهر در برزیل با جمعیت ۳۱۹٫۸۲۵ نفر است که در اکری واقع شده‌است.